# Triade de Erment
Dans la mythologie égyptienne, la Triade de Erment est un ensemble de trois dieux : Iounyt, Montou et Râttaouy.